# Vlatko Filipov
Vlatko Filipov (* 1. Juni 1991) ist ein ehemaliger nordmazedonischer Biathlet und Skilangläufer.
Vlatko Filipov startete für den Sportclub aus Kočani. Er bestritt im Biathlon seine ersten internationalen Rennen 2006 im Rahmen des Biathlon-Europacups der Junioren in Obertilliach. Bis zum Ende der Saison 2007/08 blieb es das Hauptbetätigungsfeld des Mazedonen. Höhepunkt der Juniorenkarriere im Biathlon war die Teilnahme an den Biathlon-Europameisterschaften 2008 in Nové Město na Moravě. Im Einzel erreichte er Platz 76, im Sprint startete er trotz Meldung nicht. Während der kontinentalen Wettbewerbe vollzog sich der Übergang in den Leistungsbereich. Für die Staffel wurde er an die Seite von Gjorgji Icoski, Darko Damjanovski und Dejan Stojanoski berufen. Nach drei Fehlern und daraus drei resultierenden Strafrunden beendete Flilipov als Schlussläufer der Staffel das Rennen in aussichtsloser Lage nicht mehr. In Cesana San Sicario gab er gegen Ende der Saison 2007/08 sein Debüt im Europacup der Männer. In seinen beiden ersten Sprint-Rennen an dieser Stelle erreichte er mit zwei 37. Rängen seine besten Resultate in der zweithöchsten Rennserie im Biathlonsport.
Im März 2006 debütierte Filipov in Witoscha in einem FIS-Rennen in einem internationalen Skilanglaufrennen. Es folgten weitere Rennen in dieser Rennserie, im Alpencup, im Balkan Cup sowie bei nationalen Meisterschaften. Top-Ten-Ergebnisse blieben die Ausnahme. Erstes Großereignis wurden 2009 die Olympischen Juniorenmeisterschaften Europas in Szczyrk mit Rang 74 über 10 Kilometer Freistil und 69 im Freistil-Sprint. Es folgte die Teilnahme an den Nordischen Skiweltmeisterschaften 2009 in Liberec, wo er im Sprint an den Start ging, als 120. der Qualifikation jedoch frühzeitig scheiterte.